# Pohlia subcompactula
Pohlia subcompactula är en bladmossart som beskrevs av Roelof J.van der Wijk och Margadant 1961. Pohlia subcompactula ingår i släktet nickmossor, och familjen Bryaceae. Inga underarter finns listade i Catalogue of Life.